# Ixora orovilleae
Ixora orovilleae är en måreväxtart som beskrevs av Cornelis Eliza Bertus Bremekamp. Ixora orovilleae ingår i släktet Ixora och familjen måreväxter. Inga underarter finns listade i Catalogue of Life.